# 後藤理
後藤 理（ごとう ただし、1974年2月25日 - ）は、NHKのアナウンサー。

## 人物
公式プロフィールによると、香川県で誕生し、その後神奈川県海老名市へ転居。神奈川県立厚木高等学校を経て早稲田大学政治経済学部卒業後、1997年入局。初任地は岡山。

## 嗜好・挿話
- 最初の北九州勤務の後、2004年夏の異動で東京アナウンス室に配属。
- 2008年春の異動で4年ぶりに北九州へ戻った。
- 2015年8月ごろ、山口放送局に異動している。
- 子どもが幼いこともあって、バイクに乗る機会は減り家族との公園通いが多くなったことを、福岡放送局との合同広報誌『かたらんねっと』で明らかにしている。
- 2018年6月ごろ、神奈川県の横浜放送局に異動している。
- 好きな食べ物は、麺類。

## 過去の担当番組

### 一般放送・業務
- 岡山県のニュース・中継・リポート
- NEWSシャトル北九州（2002年頃から異動前まで）
- なんしよ～ん!?北九州（2004年4月 - 7月頃）
- ラジオ文芸館 朗読（2005年2月13日・2009年5月2日・2010年11月13日）
- NHK BSニュース
- スタジオパークからこんにちは（司会、2005年4月 - 2006年3月）

※後に2007年1月4日・5日にも、病気療養により一時降板した小川浩司の代役で司会を担当した。
- NHKニュースおはよう日本 平日第1部（隔週・2006年4月 - 2007年3月）
- 知られざる野生 ナレーション
  - ラッコ 独り立ちへの試練（2006年8月19日）
  - 知床 流氷の恵み（2007年1月25日）
- あしたをつかめ 平成若者仕事図鑑 ナレーション
- 住まい自分流 〜DIY入門〜（2007年4月 - 2008年3月）
- 新3か月トピック英会話 出張!ハートで感じる英語塾（2007年10月 - 12月）
- 南の文芸館（不定期）

21回以降は毎回何かしら北九州絡みの作品を朗読。
- こんばんは北九州（メインキャスター・2008-2011年度）
- ニュースブリッジ北九州（不定期・原口雅臣の代理キャスター、2015年夏まで）
- ニュース845北九州（不定期）
- 北九州×クロス（キャスター、随時）
- 山口県のニュース・中継・リポート
- 情報維新!やまぐち（不定期・中継など）
- やまぐち845（不定期）
- おはよう山口（不定期）
- 横浜放送局アナウンス統括
- 横浜サウンド☆クルーズ（編集責任者・パーソナリティ）
- ひるまえほっと（神奈川県内の情報・不定期）
- 首都圏ネットワーク（『行ってみよう行ってみたい』神奈川県のリポート・不定期）
- はま☆キラ!（編集責任者・パーソナリティ）
- FMラジオニュース（不定期）
- 旭川放送局アナウンスグループ統括
- ほっとニュース道北・オホーツク（キャスター：2022年4月 - 2023年6月）
- 北海道道北のニュース・中継・リポート
- NHKジャーナル（打越裕樹の代理キャスター：2023年11月13日）
- ほっとニュース845（札幌放送局への応援派遣、2024年11月1日）
- ニュース北海道645（札幌放送局への応援派遣、2024年11月2日）
- 九州沖縄地方のニュース（福岡放送局への応援派遣、2025年5月3日-4日）
- デスク業務
- ニュースブリッジ北九州（勤務経験のある北九州局へ応援派遣・代理キャスターとして10年ぶりに出演。2025年8月12日-15日）
- 令和6年能登半島地震の災害報道対応による名古屋放送局への応援派遣
  - 東海北陸のニュース・気象情報（5時台・6時台・7時台、2024年2月4日）
  - 東海3県のニュース（12時台、2024年2月4日）

### 将棋関連
- 第57回NHK杯テレビ将棋トーナメント決勝戦（司会、2008年3月16日）
- 第21期竜王戦第4局（2008年11月26日・27日）
- 第67期将棋名人戦第2局（2009年4月21日・22日）
- 第26期竜王戦第2局（2013年10月28日・29日）
- 第72期名人戦第4局（2014年5月20日・21日）
- 第27期竜王戦第5局（2014年12月3日・4日）
- 第73期名人戦第1局（2015年4月8日・9日）
- 第73期名人戦第2局（2015年4月22日・23日）
- 第73回NHK杯テレビ将棋トーナメント 決勝戦（司会、2024年3月17日）
- 将棋関連の番組